# Mikkel Hansen
Mikkel Hansen (n. 22 octombrie 1987, Helsingør, Frederiksborg Amt, Danemarca) este un handbalist danez care evoluează în prezent pentru echipa daneza Aalborg Handbal. Hansen este în general considerat ca fiind unul dintre cele mai mari talente văzute vreodată în handbalul danez.  
El s-a alăturat Barcelonei în iunie 2008. A venit de la clubul danez GOG Svendborg, cu care a câștigat Campionatul Danemarcei în 2007.